# 徐新 (犹太学家)
徐新（1949年6月—），中国犹太学家，南京大学教授。

## 生平
1949年6月，徐新出生于山东济南，祖籍江苏。1977年1月，徐新毕业于南京大学英语系，留校任教，在外国文学研究所英美室从事英美文学研究。1985年至1986年间，担任英文系副主任。1986年至1988年间，徐新以客座教授的身份在美国芝加哥州立大学英文系任教。1988年，获美国东北伊利诺大学语言学硕士学位。1988年，徐新回国，继续在南京大学外国语学院执教，主要从事犹太宗教、文化、历史，以及犹太人在华散居史方面的研究。1989年，徐新发起成立中国犹太文化研究会。1992年，在南京大学创办中国高校第一个犹太文化研究中心。1995年，徐新到希伯来协和学院从事犹太教研究。1996年，到哈佛大学犹太文化研究中心做访问学者。1996年，获美国弗兰德纪念特别奖。1998年，再次到哈佛大学犹太文化研究中心做访问学者。2001年，南京大学犹太文化研究中心更名为犹太文化研究所，徐新任所长。2002年，徐新获得以色列巴尔-伊兰大学授予哲学博士名誉学位。2003年，徐新转任南京大学宗教学系教授，主要从事犹太教的研究。

## 著作
1993年主编第一部中文《犹太百科全书》，还曾著作有《反犹主义解析》、《西方文化史》、《犹太文化史》、《反犹主义：历史与现状》、《异乡异客：犹太人与近现代中国》等。其英文专著《中国开封犹太人：历史、文化及宗教研究》在美国出版。曾发布论文50余篇，其中若干用英文撰写，在国外发表。

## 评价
徐新对中国犹太学研究的起步与发展做出了重要贡献，被视为中国犹太学的主要奠基人，有“中国犹太文化研究第一人”的赞誉。